# 阿蘇西インターチェンジ
阿蘇西インターチェンジ（あそにしインターチェンジ）は、熊本県阿蘇市赤水字古宮道にある国道57号（北側復旧ルート）のインターチェンジである。

## 道路
- 国道57号
  - 北側復旧ルート

## 沿革
- 2016年（平成28年）
  - 6月14日 - 同年4月16日に発生した熊本地震の影響で不通となっていた国道57号の復旧事業として北側復旧ルートの整備を決定[2]。
  - 7月6日 - 北側復旧ルートを決定[3]。
  - 11月2日 - 北側復旧ルートの工事に着手[4]。
- 2020年（令和2年）10月3日 - 阿蘇西IC - 大津IC間 開通に伴い供用開始[1]。

## 接続道路
- 国道57号

## 周辺
- 赤水駅
- 赤水郵便局
- 阿蘇ファームランド

## 隣
国道57号（北側復旧道路）
阿蘇西IC - 車帰IC（大津方面出入口） - 大津東IC（阿蘇方面出入口）